# Rondôniadrillmyrfågel
Rondôniadrillmyrfågel (Hypocnemis ochrogyna) är en fågel i familjen myrfåglar inom ordningen tättingar.

## Utseende och läte
Rondôniadrillmyrfågeln är en rätt liten myrfågel. Hanen är kraftigt streckad i svartvitt på huvud och rygg, med mer lätt streckat bröst och rostbrun på flanker och nedre delen av ryggen. Honan har brunare ton på huvud och rygg. Sången inleds med klara serier med fyra till sex toner, för att avslutas med hårdare ljud. 

## Utbredning och systematik
Fågeln förekommer i östra Bolivia (östra Beni, Santa Cruz) och sydcentrala Amazonområdet i Brasilien. Den behandlas som monotypisk, det vill säga att den inte delas in i några underarter.

## Levnadssätt
Rondôniadrillmyrfågeln bebor undervegetation i fuktig ursprunglig skog och uppvuxen ungskog, framför allt gläntor där träd har fallit. Den ansluter ibland till artblandade flockar och följer regelbundet svärmar med vandrarmyror för att fånga insekter som de skrämmer upp i sin väg.

## Status
IUCN kategoriserar arten som sårbar.